# ناليني
ناليني هي ممثلة هندية، ولدت في 22 مارس 1964 بتشيناي في الهند.

## وصلات خارجية
- ناليني على موقع IMDb (الإنجليزية)
- ناليني على موقع قاعدة بيانات الفيلم (الإنجليزية)